# ?Corporel
?Corporel est une pièce musicale du compositeur Vinko Globokar. Elle demande à l'interprète d'utiliser son corps comme instrument, souvent en le frappant.

## A propos du compositeur

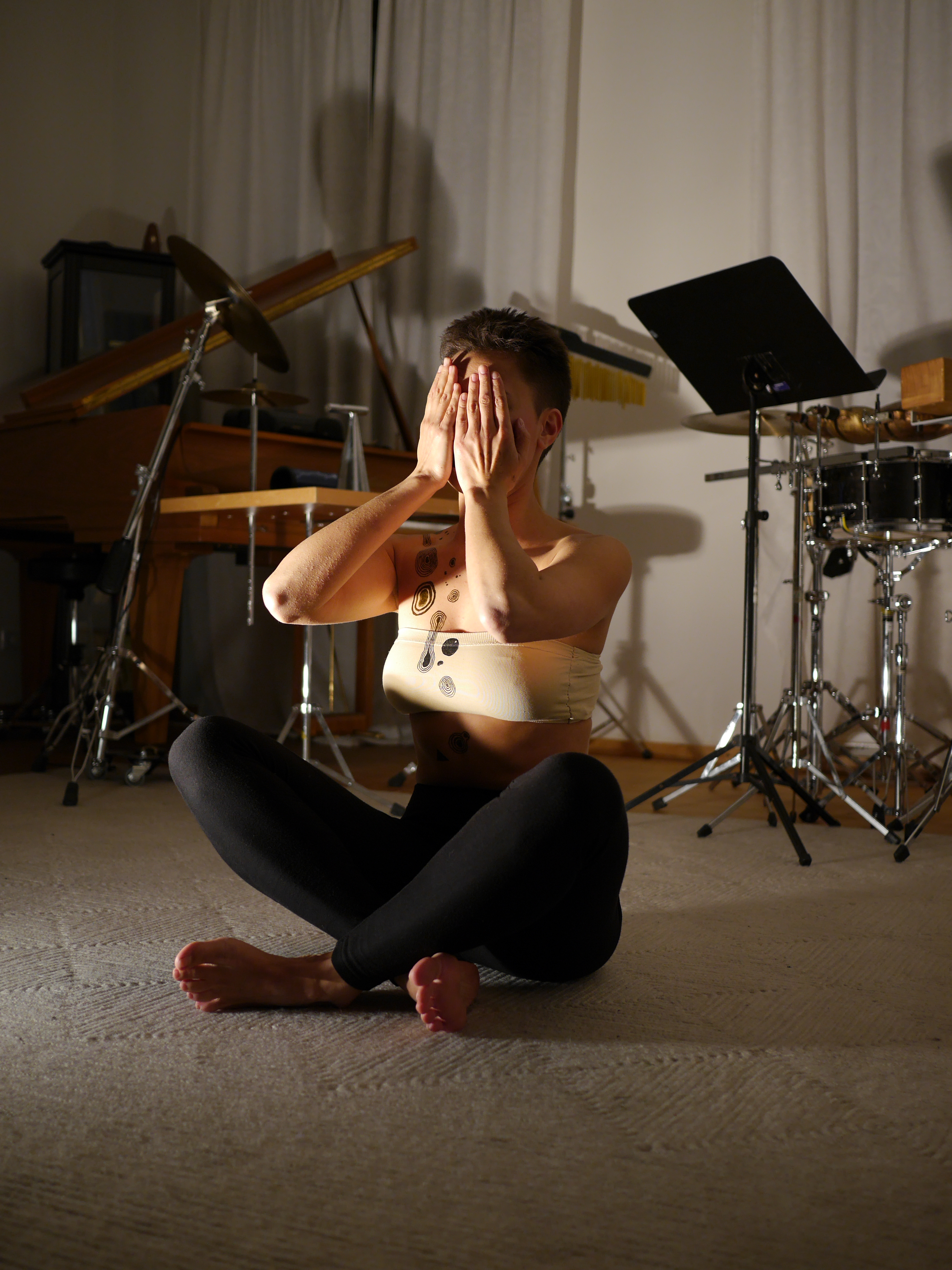
Performance de ?Corporel par Malika Maminova.

Vinko Globokar est un tromboniste et compositeur de musique contemporaine franco-slovène. Il a étudié la composition avec Luciano Berio et Karlheinz Stockhausen et a été influencé par Mauricio Kagel, un compositeur de pièces théâtrales instrumentales connu pour son utilisation peu orthodoxe des instruments pour créer une variété de sons. La musique de Globokar se concentre sur la créativité et l'improvisation libre, avec un accent important sur l'interprète et son interprétation de la pièce. De nombreux chercheurs considèrent ?Corporel comme une protestation contre ce qu'il appelait Badabum, l'idée qu'un instrument ne peut produire qu'un seul son, ce qui conduisait les compositeurs à ajouter un nouvel instrument à leurs pièces chaque fois qu'un nouveau son était nécessaire plutôt que de chercher à obtenir de nouveaux sons à partir des instruments déjà utilisés. Globokar a affirmé que chaque instrument peut produire plus d'un son, même si ces sons ne sont pas naturels pour l'instrument, et il argumente ce point dans ?Corporel en écrivant une pièce entière qui utilise uniquement le corps et la voix de l'interprète comme instrument.

## Pratique de la performance
Vinko Globokar indique que ?Corporel doit être exécuté en short de toile, torse et pieds nus. Cela permet à l'interprète de frapper sa peau directement, produisant un son qui peut être entendu dans le public beaucoup plus facilement que s'il se frappait à travers des vêtements. Cependant, cela produit un problème pour les percussionnistes féminines qui interprètent la pièce. Comme l'écrit le percussionniste Steven Schick, « il est certes risqué pour de nombreux musiciens de se produire torse nu. Pour les femmes, ces problèmes sont aggravés. » Plusieurs variations sur la robe ont été faites par les femmes qui ont interprété le morceau, de l'interpréter complètement torse nu comme l'indique Globokar à l'interpréter complètement habillé.

## Techniques
Il y a deux catégories principales de sons dans ?Corporel : ceux produits par la voix et ceux produits par l'interprète qui frappe son corps. Les sons vocaux peuvent être encore divisés en expirations sur les consonnes "h", "f", "s", "sch (shh)", et un "r" roulé et en inspirations sur les consonnes "t", "p", "k", "g", et "d". Globokar incorpore également des techniques vocales étendues telles que des sons de baisers, des claquements de langue hauts et bas, des inhalations sur les "t" et des inhalations à gorge ouverte. Parmi les autres sons utilisés, on trouve des claquements de dents, des ronflements, des ronflements, des cris de "Ah !" et, à un moment donné, la récitation d'une citation.
Les sons percussifs de la pièce sont produits par l'interprète qui fait glisser ses mains sur son corps à différentes vitesses et frappe les zones osseuses et charnues de la tête jusqu'aux pieds. Des claquements de mains et des claquages sont également utilisés dans une petite section de la pièce. Les zones exactes utilisées pour produire les sons osseux et charnus frappés sont laissées à la discrétion de l'interprète.

## Forme
?Corporel est divisé en six sections, qui sont séparées par un point d'orgue, une section de transition, puis un autre point d'orgue. Ces sections progressent de l'exploratoire à progressivement plus frénétique et violent. La progression est interrompue dans la dernière section de la pièce par la récitation d'une partie d'un poème du poète français René Char : « J'ai lu récemment la remarque suivante : L'histoire de l'humanité est une longue succession de synonymes d'un même mot. C'est un devoir de la réfuter. » Après avoir repris la montée de la tension, la pièce se termine par un coup à l'estomac, dont Globokar écrit qu'il doit être exécuté « comme si on frappait quelqu'un d'autre. » L'interprète pousse un dernier cri de « Ah ! » avec le coup et termine la pièce « dédoublé », avec « les yeux exorbités »,,.

## Notation
La partition de ?Corporel est écrite à la main. Globokar écrit la pièce sur deux portées, qui correspondent aux moitiés supérieure et inférieure du corps. Les voix sont écrites sur la partie la plus haute de la portée supérieure. Globokar combine les systèmes de notation standard et graphique dans ?Corporel. Les sections rythmiques utilisent la notation standard avec un mètre et un tempo stricts, tandis que les sections gestuelles de la pièce utilisent la notation graphique, un centimètre d'espace horizontal correspondant à une seconde de son ou de mouvement,. Les consonnes dures sont suivies de silences, tandis que les consonnes douces sont suivies d'un trait pour indiquer la durée, la direction et la vitesse. Les gestes de frottement suivis d'une ligne droite doivent être effectués à une vitesse constante, tandis que les mouvements suivis de lignes en dents de scie sont destinés à accélérer et à ralentir. Les têtes de note remplies et ouvertes, respectivement, sont utilisées pour représenter les frappes sur les surfaces osseuses ou les consonnes dures par rapport aux frappes sur les zones charnues ou les techniques vocales étendues. Un "x" est utilisé comme tête de note pour représenter les claquements de doigts et les claquements de mains. Les claquements de dents sont représentés par des lignes verticales, et les ronflements sont dessinés comme des lignes verticales avec des flèches pointant dans des directions opposées. Globokar inclut également des instructions écrites sur la position du corps de l'interprète tout au long de la pièce.

## Interprétations
Gaston Lefebvre, dédicataire de l'œuvre et percussionniste émérite de la musique contemporaine, précise le fait que l'interprète doit jouer la pièce sans violence et sans masochisme envers son propre corps et dans une forme de continuité. 

« Lorsque vous frappez votre corps, il ne s'agit pas d'une forme d'agression, mais plutôt d'une tentative de produire une certaine qualité de son à partir de votre corps. »

— Gaston Lefebvre
Dans son livre The Percussionist's Art, le percussionniste Steven Schick note que l'absence de vêtements portés par l'interprète dans ?Corporel sape les attentes du public concernant l'expérience du concert. La percussionniste Karlyn Mason affirme que la vulnérabilité de l'interprète permet au public de s'identifier à lui. Cette relation est renforcée par le fredonnement, le ronflement et les bâillements de l'interprète pendant les transitions. Ce sont toutes des actions auxquelles les membres du public peuvent s'identifier, ce qui rend le spectacle encore plus troublant lorsque l'interprète recommence à se frapper lui-même dans un état de folie apparente.
Ces coups sont contrastés avec la section dans laquelle l'interprète récite le texte du poème de Char « ...est encore, enfin libéré des tâches de la musique et des tics du théâtre... ». Globokar donne l'option de le réciter en français original ou dans la langue native du lieu où il est joué et ne fournit aucune instruction sur la manière dont le texte doit être prononcé. Cela laisse l'interprète décider s'il doit l'interpréter comme un moment de lucidité au milieu de la folie ou comme le sommet de la folie.
En fin de compte, parce que le corps est l'instrument dans ?Corporel, et qu'il n'y a pas deux corps identiques, chaque interprétation et chaque représentation sont différentes,. Schick affirme que la question du corps à la fois universelle et unique est centrale dans ?Corporel, et que la pièce est truffée de contradictions. Il soutient que la dichotomie entre la musique et le théâtre dans la pièce, et la tentative de les unir, est la cause du conflit interne et de la folie de l'interprète, car ce n'est que lorsque les deux sont combinés qu'une identité cohérente peut être formée. Cette lutte se construit jusqu'à la dernière note de la pièce, « ...une image de détresse physique extrême résultant de l'expression extérieure de la tourmente intérieure »,.